# 오고토촌
오고토촌(雄琴村)은 일본 시가현 시가군에 설치되었던 촌이다. 현재의 오쓰시의 일부에 해당한다.